# ウェザーマップ
株式会社ウェザーマップ（英: Weather Map Co., Ltd.）は、気象の予報を行うため、気象業務法により気象庁長官の許可を受けた、日本の気象予報会社（予報業務許可事業者）である。本社は東京都港区に所在。かつてはIMAGICA GROUP子会社のイマジカデジタルスケープの傘下にあった（現在は同グループIMAGICA Lab.の子会社）。「ウェザーニューズ」と名前が混同されがちであるが、まったく関連のない別会社である。
1992年に森田正光が設立し、1995年に株式会社に組織変更して代表取締役に。2017年7月にお天気キャスターの森朗が代表取締役社長に就任。森田は会長に退いた。

## 所属している気象予報士
2024年4月現在のものを基に一部加筆（並びは順不同）

### 男性
- 森田正光（創業者。気象予報士としてはTBSと専属契約。ただしバラエティ番組では他系列局への出演あり）
- 森朗（同社代表取締役社長。気象予報士としてはTBSと専属契約。ただしバラエティ番組では他系列局への出演あり）
- 相澤脩登（あいざわ なおと）
- 赤羽祐介（2024年4月時点ではNHK旭川放送局と専属契約。ほっとニュース道北オホーツクに出演）
- 芦沢涼（2024年4月時点ではNHK富山放送局と専属契約。ニュース富山人に出演）
- 芦原瑞文
- 阿部利夫
- 池田康貴（2023年4月からNHK北九州放送局と専属契約。ニュースブリッジ北九州に出演）
- 稲田理人
- 岩堀祐斗（NHK松山放送局と専属契約。おはよう四国、ぎゅっと!四国などに出演）
- 上野高明
- 浦俊哉
- 江刺幸男
- 江花純（TBSラジオを中心に出演）
- 大崎智也（2020年ミスター千葉大学準グランプリ）
- 太谷智一
- 大野治夫（開局以来のTOKYO MXを経て1996年から2014年3月までTBSラジオ、TOKYO MXのデスクを経て2017年から2021年2月までテレビユー福島に出演）
- 岡田良昭（NHK高知放送局と専属契約）
- 乙藤亮平（中国放送を経て、2024年からNHK仙台放送局と専属契約）
- 片平敦（関西テレビと専属契約）
- 河津真人（現在は「アバンギャルド河津」名義で出演。2014年9月まで静岡第一テレビと専属契約。2019年4月以降はあさチャン!などTBSの番組を中心に出演）
- 河波貴大
- 木村滉
- 小泉知貴
- 小杉浩史（ミヤギテレビと専属契約）
- 小林正寿（2019年4月1日より「ZIP!」（月・水・金（2022年4月4日より月・火・水）、日本テレビ）に出演中）
- 斎藤義雄
- 坂本森男
- 櫻田雅信
- 佐藤圭一
- 佐藤俊和
- 清水祥太
- 庄村拓也
- 杉江勇次（日本テレビと専属契約[8]）
- 鈴木悠
- 高野雄紀
- 高橋和也
- 竹之熊和也
- 田中健太郎（2021年8月時点で静岡放送と専属契約。Soleいいね!、ORANGEなどに出演）
- 田中専匠（たなか せんしょう）
- 田中勇作（NHK松山放送局と専属契約。ひめポン!、ひめポン!845に出演）
- 達淳一（読売テレビ｢朝生ワイド す・またん!｣に出演）
- 千葉大雅（ちば たいが）
- 出口裕也
- 手塚悠介（河津真人に代わり、2014年10月から2018年3月まで静岡第一テレビと専属契約。2018年4月からはTBS NEWSなどに出演。同年秋からテレビ朝日の気象デスク）
- 寺本卓也（テレビユー福島と専属契約。Nスタふくしまに出演）
- 徳田充宏
- 内藤俊太郎
- 中田光紀（なかた こうき）
- 中屋裕貴（2024年4月時点ではNHK帯広放送局と専属契約。ほっとニュースぐるっと道東!に出演）
- 西村裕之
- 饒村曜（にょうむら よう）
- 野口琢矢（2024年3月までNHK松山放送局と専属契約。）
- 野仲郁宏（のなか ふみひろ）
- 浜崎慎二（NHK札幌放送局と専属契約。ほっとニュース北海道に出演）
- 原田雅成
- 東杜和（テレビ高知と専属契約）
- 兵頭哲二
- 平野貴久
- 比連崎実（2014年11月時点で静岡放送と平日夕方の番組を中心に専属契約中だった。現在は中京テレビと専属契約）
- 広瀬駿（2025年4月～）
- 藤枝知行
- 古谷優人（ふるたに ゆうと）
- 増田雅昭（TBSと専属契約。THE TIME,、まるっと!サタデーなどに出演）
- 松浦悠真
- 丸山将（2024年4月時点ではNHK函館放送局と専属契約。ほっとニュース函館に出演）
- 光岡香洋（みつおか よしひろ）
- 宮地洋輔（みやち ようすけ）
- 村上寛之
- 村木祐輔（2019年春から、TBSのJNNニュースローカル枠に出演）
- 本橋淳也（NHK福島放送局と専属契約。はまなかあいづTodayに出演）
- 森健治
- 矢澤剛（やざわ つよし）
- 山岸拓（やまぎし たく）
- 山口晃平
- 山崎貴裕（NHK山口放送局と専属契約。情報維新!やまぐちに出演）
- 山田和樹
- 山本卓（やまもと たく）
- 横尾槙哉
- 吉田信雄
- 米津龍一（2020年3月にオフィス気象キャスターより移籍。テレビ山梨と専属契約。スゴろくに出演）
- 渡邊正太郎

### 女性
- 浅香望
- 浅田麻実（2023年7月時点では関西テレビのFNN Live News daysに出演）
- 天川和菜子（あまかわ かなこ。2024年3月までNHK津放送局と専属契約。まるっと!みえに出演していた）
- 池田沙耶香（2019年4月から2020年3月までTBS NEWSの気象情報に出演。NHKと専属契約し、あさイチの気象情報に不定期出演）
- 井坂綾（2008年9月末でいったん退社、その後2009年7月より北海道放送・HBCウェザーセンターに所属して活動した後、2012年に復帰）
- 井澤咲乃
- 石上沙織（2021年8月時点ではTBS NEWSやTBSラジオの一部番組に出演）
- 石黒菖（いしくろ あやめ）
- 石塚絵里子（元青森朝日放送アナウンサー）
- 石丸咲（2024年3月までNHK鳥取放送局と専属契約。2024年3月からNHK甲府放送局と専属契約。Newsかいドキに出演）
- 伊藤麻衣（2021年8月時点ではNHK静岡放送局と専属契約。たっぷり静岡に出演）
- 今井春花（『グッド!モーニング』に出演）
- 岩崎亜衣
- 宇田川れい
- 越後友利果（2023年4月からNHK長野放送局と専属契約。イブニング信州に出演）
- 海老原美代子（2013年でいったん退社。育児に専念したのち2017年から2019年はTBSラジオ交通キャスター。2019年10月に復帰、とちぎテレビに出演）
- 及川藍（2021年8月時点ではTBS NEWSの気象情報に出演）
- 大隅智子（NHK広島放送局と専属契約。お好みワイドひろしま、お好み845に出演）
- 太田絢子
- 大平真理子（2018年4月から2020年3月までNHK山口放送局と専属契約。その後、鹿児島讀賣テレビ専属を経て、2022年4月からNHK宮崎放送局と専属契約。てげビビ!に出演）
- 大和田彩可
- 岡田沙也加（2018年4月から、日テレNEWS24の気象情報に出演。その後2020年9月時点ではTBS NEWS及びTBS地上波の番組に出演）
- 岡田桃子（NHK松山放送局と専属契約。ひるどき四国、ひめポン!645などに出演）
- 小川陽美（おがわ みなみ）
- 小野裕子
- 片山美紀（2017年9月まではTBSと専属契約。同年10月からはテレビ静岡と専属契約。その後2020年3月からは再び東京に戻りNHKと専属契約。首都圏ネットワーク、首都圏ニュース845など主に関東ローカルの気象情報を担当）
- 片山由紀子（2016年8月現在、TBSテレビの番組サポート業務を担当）
- 勝丸恭子（NHK広島放送局と専属契約。NHKニュースおはようちゅうごく（平日）、ひるまえ直送便に出演）
- 川延怜奈（かわのべ れいな）
- 河村満里愛（かわむら まりあ）
- 菊池真以
- 北村麗（きたむら うらら。ジョイスタッフ所属。同社は気象関係のマネジメントのみを「業務提携」として代行。元岡山放送アナウンサー）
- 桐谷景子（2020年9月時点でTBSラジオの一部番組に不定期出演）
- 國本未華（2013年9月から2016年3月までと、中村美公と入れ替わる形で2020年4月からTBSと専属契約。金・土曜昼のJNNニュース、水 - 金曜のNスタに出演。2018年4月から2020年3月までNHKと専属契約。2016年10月から2018年3月まで日テレNEWS24の気象情報に出演）
- 久保井朝美（2022年4月からNHKサタデーウオッチ9の気象情報担当。ウィークエンドウェザーなどTBSの番組、ゆうがたサテライトなどテレビ東京の番組を過去に担当。2020年9月時点では主にTBSの番組を担当）
- 熊澤里枝（2024年3月までNHK大分放送局と専属契約。いろどりOITA→ぶんドキに出演していた）
- 小塚恵理子（2021年1月時点でテレビ静岡と専属契約。ただいま!テレビに出演）
- 小林雅美
- 斎藤恵理（TXNニュース（テレビ東京）で斎藤恵理のこだわりお天気、午後の天気ゴコロ・ゴゴ天・That's! 天気予報でe-天気.netなどに出演。また日本農業新聞や産経新聞社にコラムを掲載していた。現在は地方局出演や講演会が不定期にある）
- 坂口愛美（さかぐち あみ。文化放送アナウンサー。同社は気象関係のマネジメントのみを「業務提携」として代行）
- 坂下悠乃（さかした ゆうの）
- 坂本玲奈（さかもと れいな）
- 崎濱綾子（琉球放送への派遣を経て、2016年現在はTBSなどでの出演やサポート業務など）
- 佐々木聡美（TBSラジオ平日早朝から午後の番組[9]や「爆笑問題の日曜サンデー」などに出演）
- 佐藤温子（元テレビ新潟アナウンサー）
- 佐藤可奈子（NHKと専属契約。NHKジャーナルなどに出演）
- 佐藤菜乃花（2022年4月4日から2025年3月28日まで『KYT news every.』（月 - 木 → 2024年4月から月 - 金、鹿児島読売テレビ）『かごピタ』（金（2024年3月まで）、鹿児島読売テレビ）に出演。2025年3月31日から『バリはやッ!』（月 - 金、福岡放送）に出演）
- 坐間妙子（元エフエム群馬・北陸放送アナウンサー。『地方創生プログラム ONE-J』を中心にTBSラジオに出演）
- 塩見愛
- 柴本愛沙（TBS NEWSなどに出演）
- 清水美和
- 下江美帆
- 杉澤綾華（手塚悠介に代わり、2018年4月から2020年3月まで静岡第一テレビまるごとに出演していた）
- 杉山真理（2020年4月からNHK長野放送局イブニング信州の気象情報を担当。2021年からはTBS NEWSなどTBSの番組に出演）
- 関まどか（2024年3月までNHK松山放送局と専属契約。2024年4月からウィークエンドウェザーに出演）
- 関口奈美（2013年4月からNHKと専属契約）
- 染井明希子（2020年9月時点ではTBSラジオの一部番組で気象情報を担当）
- 高橋亜衣（元劇団四季所属）[10]
- 髙橋亜弓
- 高安奈緒子（元ウェザーニュースLiVEお天気キャスター、旧姓・角田）
- 田井杏佳（NHK高松放送局と専属契約。ゆう6かがわに出演）
- 多胡安那（たご あんな。TBSと専属契約。TBS NEWSなどに出演）
- 田﨑麻友美（ジョイスタッフ所属。同社は気象関係のマネジメントのみを「業務提携」として代行）
- 田地香織（たぢ かおり。崎濱綾子に代わり、琉球放送と専属契約。2016年4月 - 2021年3月）
- 田中美都（江崎グリコから転職。NHK『ニュースLIVE! ゆう5時』に出演）
- 谷川美咲
- 千種ゆり子（2014年度・2015年度はNHK青森放送局と専属契約。その後、重大な気象事案発生時などにテレビ朝日の番組に出演する事が見られていたが、2021年10月から、TBSテレビ『THE TIME,』に出演していた）
- 津田紗矢佳
- 土井麻央佳
- 椿野ゆうこ（アイドルグループ・ひめもすオーケストラのメンバーと並行して活動）
- 冨永幸
- 鳥海彩
- 中島望（NHK岡山放送局と専属契約。もぎたて!に出演）
- 中村美公（2020年4月から、國本未華と入れ替わる形でNHKと専属契約。土日のNHKニュース7に出演。2020年3月までは、TBSと専属契約。TBS NEWSなどに出演）
- 中本栞菜（なかもと かんな）
- 仁木清加（にき さやか）
- 長谷部愛（2022年1月時点で、TBSラジオ平日早朝から午後の番組[9]など、各番組に出演）
- 服部千春
- 晴山紋音（はれやま あやね。広島ホームテレビとの専属契約を経て、NHKと専属契約し、NHKニュース7（平日）に出演）
- 平地真菜
- 平出真有（テレビ東京『NEWS Morning Satellite』出演。『おはスタ』天気コーナー監修）
- 平野有海（ひらの ゆうみ。元テレビ静岡アナウンサー。NHKと専属契約。NHKニュース7（平日）に出演した。）
- 福岡良子（ふくおか りょうこ。業務提携。TBSとの専属契約を経て、2016年4月からNHKと専属契約。ニュース シブ5時に出演）
- 福山佳那（元日本海テレビ報道記者。米倉絵美に代わり、2023年1月4日から2025年3月28日まで『バリはやッ!ZIP!』→『バリはやッ!』（月 - 金、福岡放送）に出演）
- 二村千津子（2015年10月から2017年3月31日まで『羽鳥慎一モーニングショー』の天気コーナー「ふた天」[11]を担当し、2017年4月から2024年3月はNHK福井放送局と専属契約していた）
- 舩橋沙貴（ふなはし さき）
- 星井彩岐（ほしい さき。2019年9月から2024年9月までHBCウェザーセンターに所属していた後、2024年11月からテレビ朝日気象デスク）[12]〜
- 星絵理香
- 堀栄子
- 本田深雪
- 真壁京子（TBS NEWSに出演。気象関係以外のマネジメントはセント・フォースが「業務提携」として代行）
- 益山美保
- 松木友里恵
- 松澤まゆ（田地香織に代わり、琉球放送と専属契約。2021年3月 - ）
- 丸田絵里子（2023年7月現在は土曜・日曜午前のTBS NEWSに出演）
- 三ヶ尻知子（TBSと専属契約。TBS NEWSなどに出演）
- 水谷花那子（2021年1月からあいテレビ[13]、2023年4月からはTBSラジオ[14]などに出演）
- 美濃岡洋子
- 宮崎由衣子（2017年10月からNHKと専属契約。その後、日本テレビのバゲットやTBSの一部番組も担当）
- 宮本麻衣
- 村田美紀（ジョイスタッフ所属。同社は気象関係のマネジメントのみを「業務提携」として代行）
- 元井美貴（2021年8月時点ではTBS NEWSやTBS地上波の番組に不定期出演。2014年3月までは、日曜朝のJNNニュースに定期出演していた）
- 森本まりあ（2019年4月から2022年3月までNHK北九州放送局と専属契約。「ニュースブリッジ北九州」に出演した。）
- 山岸朋美（アップルウェザーから移籍[15]）
- 山崎津香沙（旧芸名・山口津香沙）
- 山田真実（やまだ まさみ）
- 山根瑞月（やまね みづき）
- 山本紅里（やまもと あかり）
- 弓木春奈（一時休業していたが、2011年10月よりNHKニュースおはよう日本の気象情報担当として復帰。NHKラジオの気象情報を担当）
- 横井早紀子
- 吉野元子
- 與猶茉穂（よなお まほ。2022年4月時点で土日昼のJNNニュースに出演。2021年8月時点でTBS NEWSやはやドキ!、2020年まではウィークエンドウェザーなどTBSの番組に出演。旧芸名・桜井茉穂。元プラチナムプロダクション所属）
- 米倉絵美（2018年2月5日から2022年12月27日まで「バリはやッ!ZIP!」（月 - 金、福岡放送）に出演していた）
- 若菜三千代
- 渡辺蘭（セント・フォース所属。同社は気象関係のマネジメントのみを「業務提携」として代行[16]）

## かつて所属していた気象予報士
- 松山志保（2005年5月末で退社）
- 徳竹貴光
- 高森いずみ
- 松田朋子
- 小山内真紀
- 加藤順子（2008年1月末で退社）
- 川端彩香
- 中島俊夫
- 尾又泰二
- 浜松直人
- 松並健治
- 知念有美（2012年10月に退社）
- 福川理恵子
- 澤口麻理（元タレント、ジョイスタッフより移籍）
- 佐藤大介（総力報道!THE NEWS（TBS）担当前は営業マン）
- 岡村真美子（静岡放送に派遣後、2011年4月から2014年12月まで、NHKニュース7の天気を担当していた）
- 森下絵理香（2015年よりNHKにアナウンサーとして入局。NHK福井放送局、NHK仙台放送局を経て、現NHKニュース7金土日祝キャスター）
- 尾崎里奈（2016年3月に退社）
- 小野塚千恵
- 加藤祐子
- 高橋香純
- 吾方佑名（グランディアと重複所属、2017年までTOKYO MXの番組に出演）
- 岡田みはる（TBS「ひるおび!」に気象関連のリポーターとして出演、その他番組サポート業務も担当）
- 尾崎朋美（2019年まではTBSと専属契約。はやドキ!などに出演。その後は不明）
- 神田安奈
- 塚原美緒（公式ホームページから削除されているため、在籍時代から契約していた広島テレビ放送に移籍している模様）
- 山下佳織（THE TIME,の元気象キャスター、2023年からアナウンサーとしてNHKへ入局。NHK札幌放送局を経て、現在NHK新潟放送局勤務。）
- 森戸美唯（もりと みゆ。元子役。退社後、2023年4月から2025年3月までRADIO BERRY（FM栃木）アナウンサーを経て、2025年3月31日からオフィス気象キャスター所属。）

## 書籍
ウェザーマップ名義共著
- 森朗（監修）、森田正光（監修）、ウェザーマップ『気候危機がサクッとわかる本』東京書籍、2022年4月24日。ISBN 978-4-487-81572-2。 NCID BC14192451。（他の著者は、多胡安那、長谷部愛、内藤俊太郎、小林浩史、岡田沙也加、池田沙耶香、菊池真以、坐間妙子）